# Jorge I de Antioquia
Jorge I de Antioquia foi o patriarca ortodoxo siríaco de Antioquia entre 758 e 790. Ele foi um dos participantes do Segundo Concílio de Niceia em 787. Como muitos monges de sua época, ele era um firme oponente do iconoclasmo e foi banido pelo imperador bizantino Leão V, o Armênio e morreu no exílio em 814.